# 10161 Nakanoshima
10161 Nakanoshima (1994 YZ1) là một tiểu hành tinh vành đai chính được phát hiện ngày 31 tháng 12 năm 1994 bởi T. Kobayashi ở Oizumi.